# Порт Судан
Порт Судан или Бур Судан (арап. بورتسودان‎) је град и лука у североисточном Судану, главни град вилајета Црвено море. То је највећа лука земље и највећи град изван региона главног града Картума, од кога је удаљен 680 километара. У граду живи око пола милиона становника. 
Порт Судан су основали Британци 1909. као терминал железничке линије од Црвеног мора до реке Нил. Овом железницом су транспортовани главни извозни производи Судана: памук, сусам и сирак. Нафтовод до Картума је довршен 1977. 
Град је данас познат по туризму, али је још значајнији као лука одакле се муслимански верници на свом хаџилуку превозе у Џеду у Саудијској Арабији. 